# Marek Gołąb
Pour les articles homonymes, voir Gołąb.
Marek Gołąb, né le 7 mai 1940 à Zakliczyn et mort le 6 octobre 2017 à Wroclaw, est un haltérophile polonais.

## Carrière
Durant sa carrière, il représente les clubs du LZS Wieszowa et du Śląsk Wrocław (1957-1973).
Aux championnats du monde, il est médaillé de bronze en 1966, à Berlin-Est, et en 1968. Au niveau européen, il compte à son palmarès deux médailles de bronze (1964 et 1966). Il est également le détenteur du record du monde du développé couché en 1966 (168,5 kg), dans sa catégorie de poids.
À l'été 1968, à Mexico, il représente la Pologne aux Jeux olympiques dans la catégorie des 82,5-90 kg. Avec un résultat total de 495 kg soulevés, il décroche la médaille de bronze.
En 1972, en raison d'une blessure, il est contraint de mettre un terme à sa carrière professionnelle. Il devient alors entraîneur, notamment au Śląsk Wrocław et en équipe de Pologne.
En 1988, il intègre le conseil d'administration de la fédération polonaise d'haltérophilie.

## Palmarès

### Jeux olympiques
- Médaille de bronze aux Jeux de 1968 à Mexico au Mexique[5]

### Championnats du monde
- Médaille de bronze aux championnats du monde de 1966 à Berlin-Est
- Médaille de bronze aux championnats du monde de 1968 à Mexico

### Championnats d'Europe
- Médaille de bronze aux championnats d'Europe de 1964 à Moscou
- Médaille de bronze aux championnats d'Europe de 1966 à Berlin-Est